# 波赫丹尼夫卡 (博爾赫拉德區)
46°21′20″N 29°16′43″E / 46.35556°N 29.27861°E
波赫丹尼夫卡（烏克蘭語：Богданівка）是位於烏克蘭西南部的村莊，由敖德萨州博爾赫拉德區的博羅迪諾市鎮負責管轄。該村始建於1834年，面積0.75平方公里，海拔高度77米，2001年人口471，人口密度每平方公里628人。